# Ионовское
Ионовское (по топокарте Ивоновское) — деревня Николо-Эдомского сельского округа Артемьевского сельского поселения Тутаевского района Ярославской области.
Ионовское стоит на правом, восточном берегу реки Эдома, непосредственно ниже впадения в неё реки Малая Эдома. Через реку от деревни, ниже по течению, к северу находится деревня Омелино. На том же берегу, на расстоянии около 1 км к югу стоит село Николо-Эдома, а на расстоянии около 1,5 км к северу деревня Пасынково. К западу от Ионовского и Омелино стоит деревня Столбищи, наиболее крупная деревня в окрестностях с развитой инфраструктурой, центр крупного сельскохозяйственного предприятия и сельскохозяйственные строения. К востоку от Ионовского находится обширный лесной массив.
Село Ионовское указано на плане Генерального межевания Борисоглебского уезда 1792 года. В 1825 Борисоглебский уезд был объединён с Романовским уездом. По сведениям 1859 года село относилось к Романово-Борисоглебскому уезду.
На 1 января 2007 года в деревне Ионовское числилось 13 постоянных жителей. По карте 1975 г. в деревне жило 11 человек. Почтовое отделение, находящееся в деревне Столбищи, обслуживает в деревне Ионовское 9 домов.